# Адам Лудвиг Левенхаупт
Адам Лудвиг Левенхаупт (на шведски: Adam Ludwig Lewenhaupt) е шведски генерал. Учи в четири университета и до 1700 г. сменя различни военни служби в европейските държави. В началото на Великата Северна война е повикан от Карл XII в Швеция и есента на 1700 г. като полковник командва корпус за защита на Естония. При похода на краля към Полша през 1701 г. е оставен да отбранява Курландия и в качеството си на неин губернатор печели серия малки победи над поляците и русите: Шагарин (19 март 1703), Якобстат (26 юли 1704), Гемауерстоф (16 юни 1705). От 1703 г. е генерал; от 1706 г. управлява и Ливония. През 1708 г. с почти всичките си сили и с голямо количество провизии и муниции се опитва да подкрепи руския поход на Карл XII, като се съедини с него край Днепър, но на 29 септември е разбит от русите край Лесная. В битката при Полтава командва пехотата, после заедно с Карл XII ръководи отстъплението и на 1 юли 1709 г. капитулира при Переволочная. Останалия си живот прекарва в плен в Москва, където пише история на живота си, публикувана в Швеция през 1757 г.
1. 1 2 3  Adam Ludvig Lewenhaupt //   с. 610-611.